# North Star Works
Die North Star Works  waren ein britischer Automobilhersteller, der von 1920 bis 1921 in Lee Green, London, ansässig war.
Der North Star war ein Cyclecar mit Einzylindermotor von Blackburne. Der Motor leistete 4 bhp (2,9 kW).